# Eunidia cruciata
Eunidia cruciata là một loài bọ cánh cứng trong họ Cerambycidae.